# ماركوس جايلز
ماركوس جايلز (بالإنجليزية: Marcus Giles)‏ هو لاعب كرة قاعدة أمريكي، ولد في 18 مايو 1978 في سان دييغو في الولايات المتحدة.

## وصلات خارجية
- ماركوس جايلز على موقع دوري كرة القاعدة الرئيسي (الإنجليزية)
- ماركوس جايلز على موقعبيزبول رفرنس.كوم (الدوري الرئيسي) (الإنجليزية)
- ماركوس جايلز على موقع إي إس بي إن.كوم (أم.أل.بي) (الإنجليزية)
- ماركوس جايلز على موقع مشجعي الرسوم البيانية (الإنجليزية)